# Tawuła

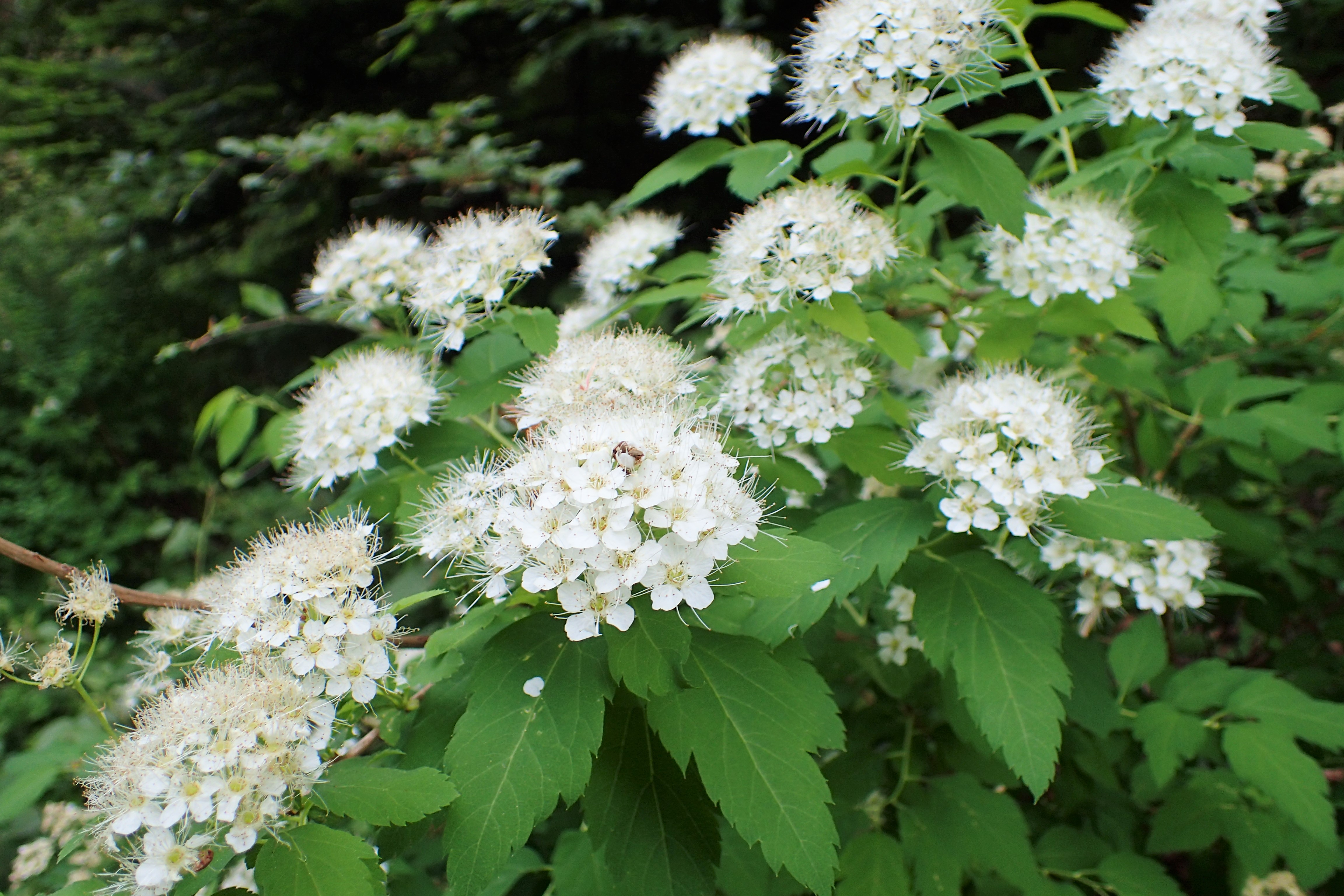
Spiraea chamedryfolia

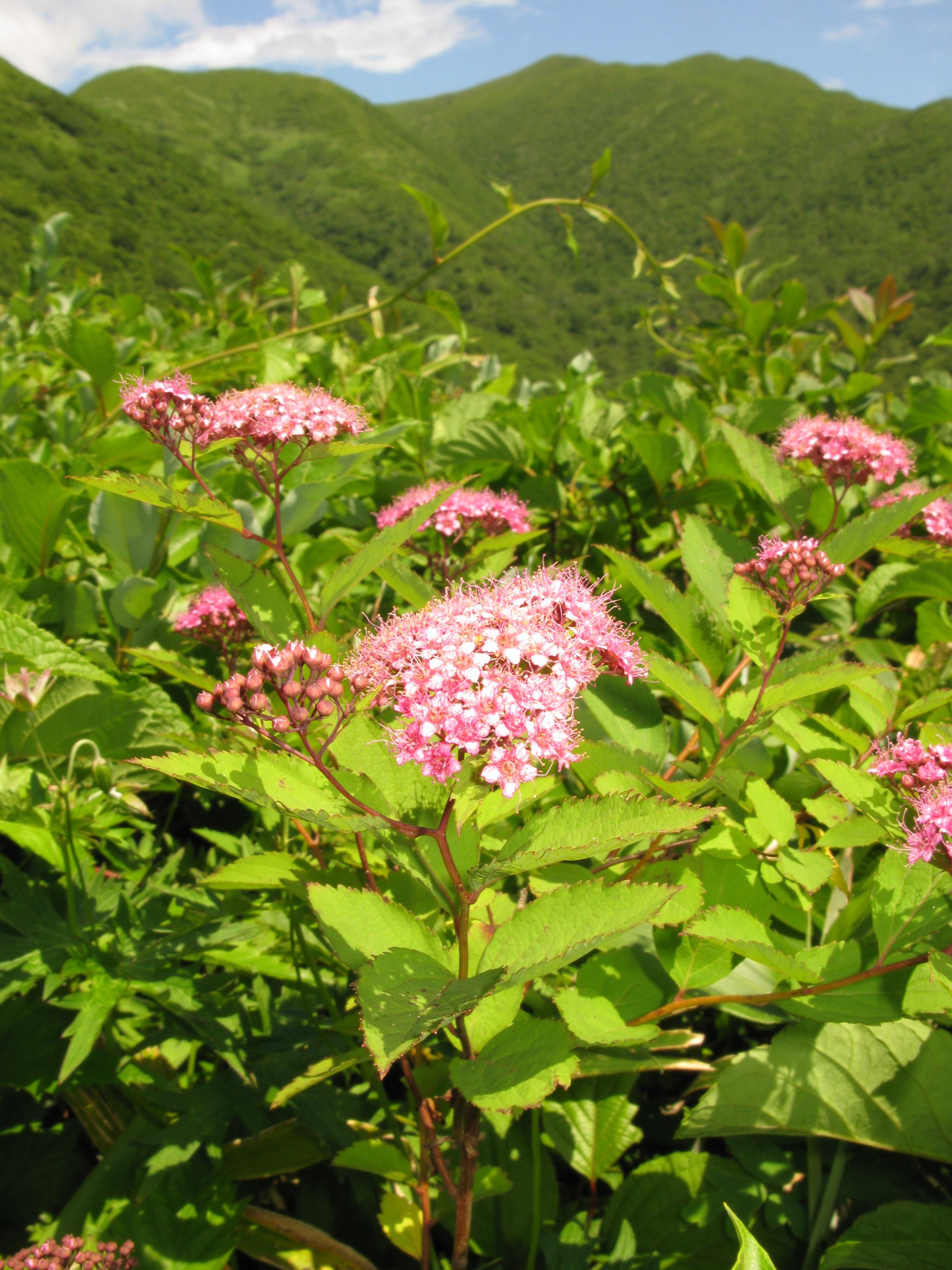
Spiraea japonica

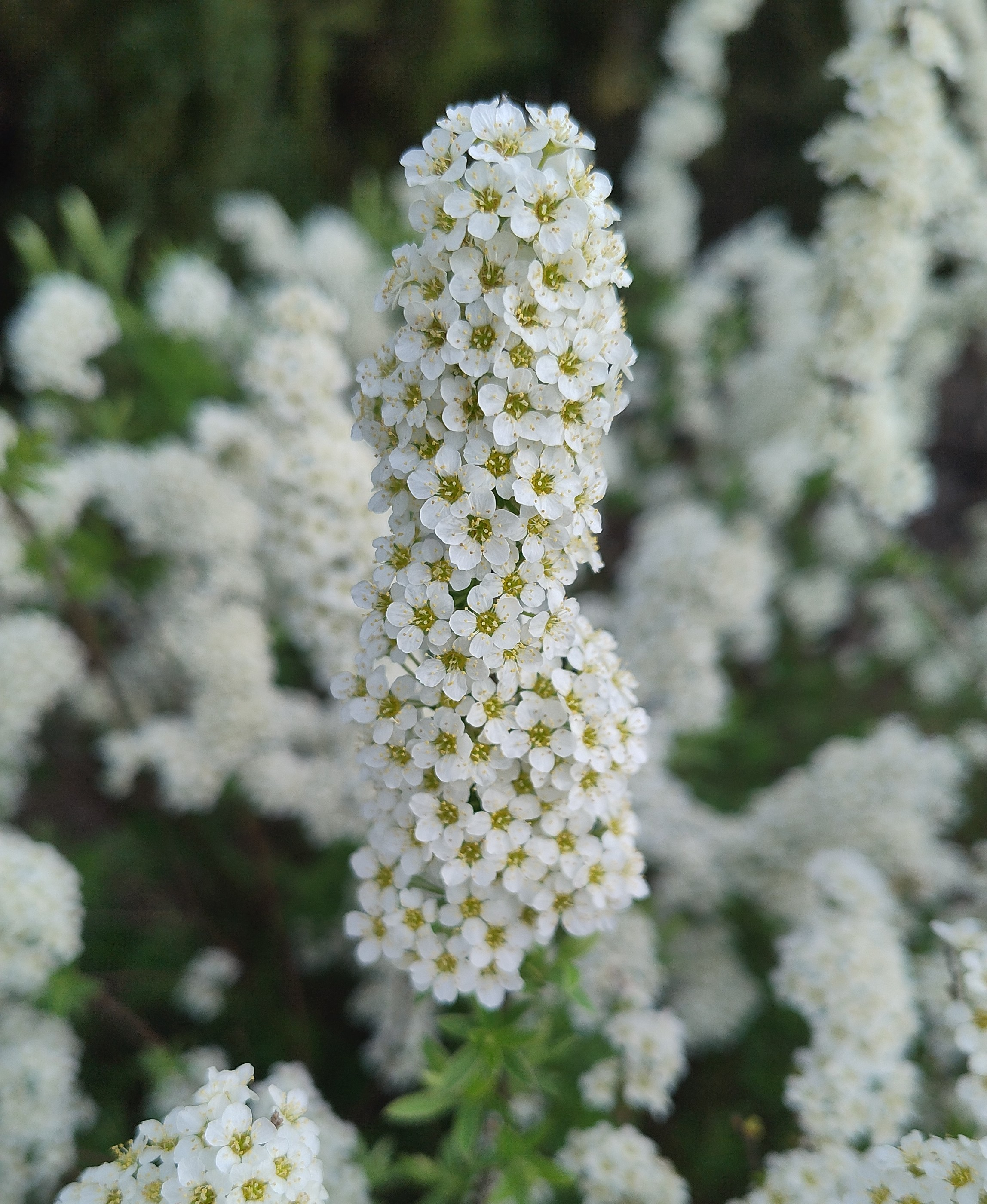
Tawuła wczesna

Tawuła (Spiraea L.) – rodzaj krzewów z rodziny różowatych. W jego skład wchodzi ok. 80–100 gatunków, według niektórych źródeł do ok. 120. Rośliny te występują na półkuli północnej w strefie chłodnej i umiarkowanej, na południe sięgając Meksyku, południowej Europy, Pakistanu, Mjanmy i Wietnamu. Najbardziej zróżnicowane są w Azji, gdzie tylko w samych Himalajach rośnie ok. 30 gatunków, a w Chinach – 70. W Ameryce Północnej rośnie 14 gatunków, w Europie – 8. W Polsce dwa gatunki występują jako rodzime – tawuła wierzbolistna S. salicifolia i tawuła średnia S. media. Bardzo liczne gatunki i mieszańce między nimi są szeroko rozpowszechnione w uprawie jako rośliny ozdobne. Wiele z nich dziczeje – w Polsce zadomowione są jako zdziczałe: tawuła biała S. alba, tawuła ożankolistna S. chamaedryfolia, tawuła nibywierzbolistna S. ×pseudosalicifolia, tawuła kutnerowata S. tomentosa.
Tawuły zasiedlają rozmaite siedliska, od skalistych w górach po mokradła śródleśne na nizinach.

## Morfologia

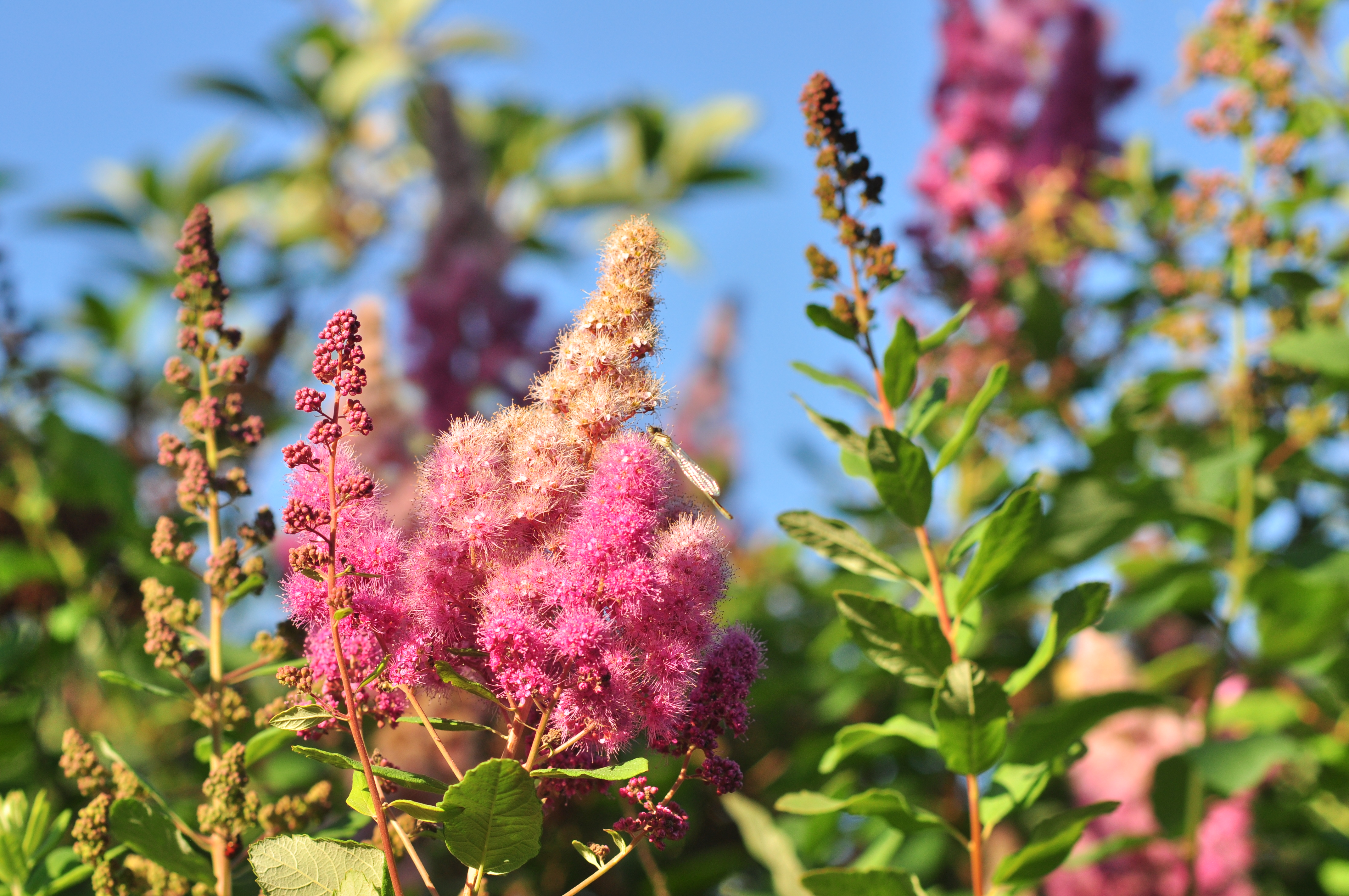
Spiraea douglasii

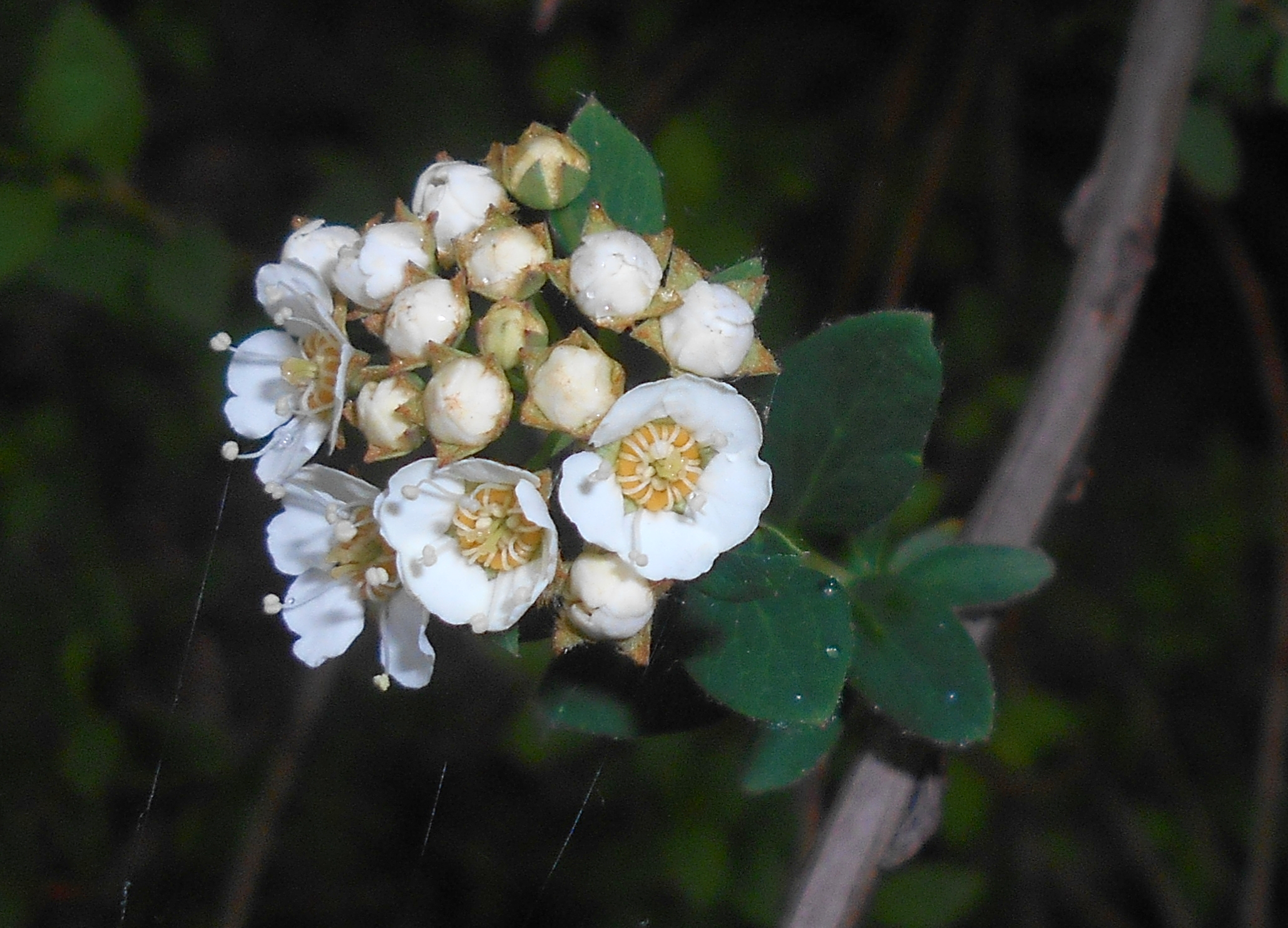
Spiraea hypericifolia

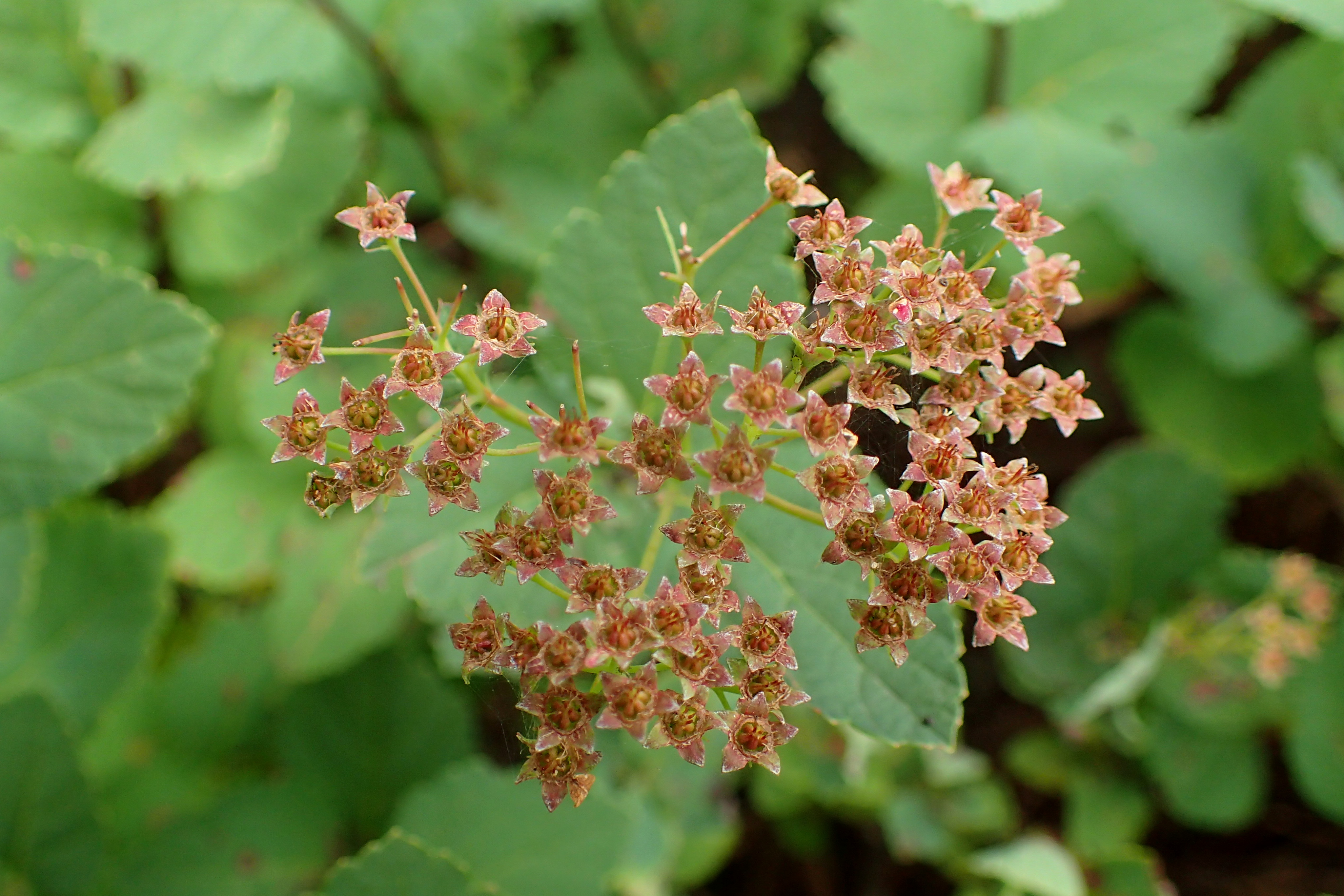
Spiraea splendens – owoce

PokrójKrzewy o sezonowym ulistnieniu. Osiągają wysokość do 3, czasem 4 m wysokości. Pędy zwykle liczne, prosto wzniesione, podnoszące się, łukowato przewisające lub płożące się. Występują długopędy i krótkopędy, młode są owłosione lub nagie. Pod ziemią rośliny te często tworzą rozłogi za pomocą których się rozrastają.
LiścieSkrętoległe, bez przylistków, zwykle krótkoogonkowe, pojedyncze. Blaszka od 1 do 10 cm długości, cienka lub skórzasta, całobrzega (rzadko), ząbkowana, piłkowana lub wcinana, czasem klapowana, w zarysie o zróżnicowanym kształcie od zaokrąglonego po równowąski, często owalna, jajowata, rombowata do lancetowatej. Użyłkowania zwykle pierzaste, czasem u nasady blaszki żyłki rozdzielają się na 3–5 głównych, dłoniasto rozchodzących się wiązek. Liście często są odmienne na długo- i krótkopędach.
KwiatyNiewielkie (o średnicy 2–15 mm), zebrane zwykle w wielokwiatowe baldachy, baldachogrona i wiechy. Podsadki i przysadki u części gatunków obecne, u innych nie. Kieliszek składa się z 1–2 listków. Hypancjum zwykle dzwonkowate lub półkuliste o średnicy do 2 mm, nagie lub owłosione. Działek kielicha jest 5 wzniesionych, odstających lub odgiętych, kształtu trójkątnego lub jajowatego. Płatków korony także jest 5, są one białe, zielonkawe, różowe do fioletowych, okrągłe, jajowate do eliptycznych. Pręcików jest 10–50 o długości krótszej lub dłuższej od płatków. Zalążnia dolna złożona zwykle z 4–5 wolnych owocolistków, w każdym rozwijają się zwykle dwa zalążki.
OwoceMieszki gęsto skupione w trwałym hypancjum, czasem zwieńczonym też trwałymi działkami. Owoce zawierają po 2–4 nasiona.

## Systematyka

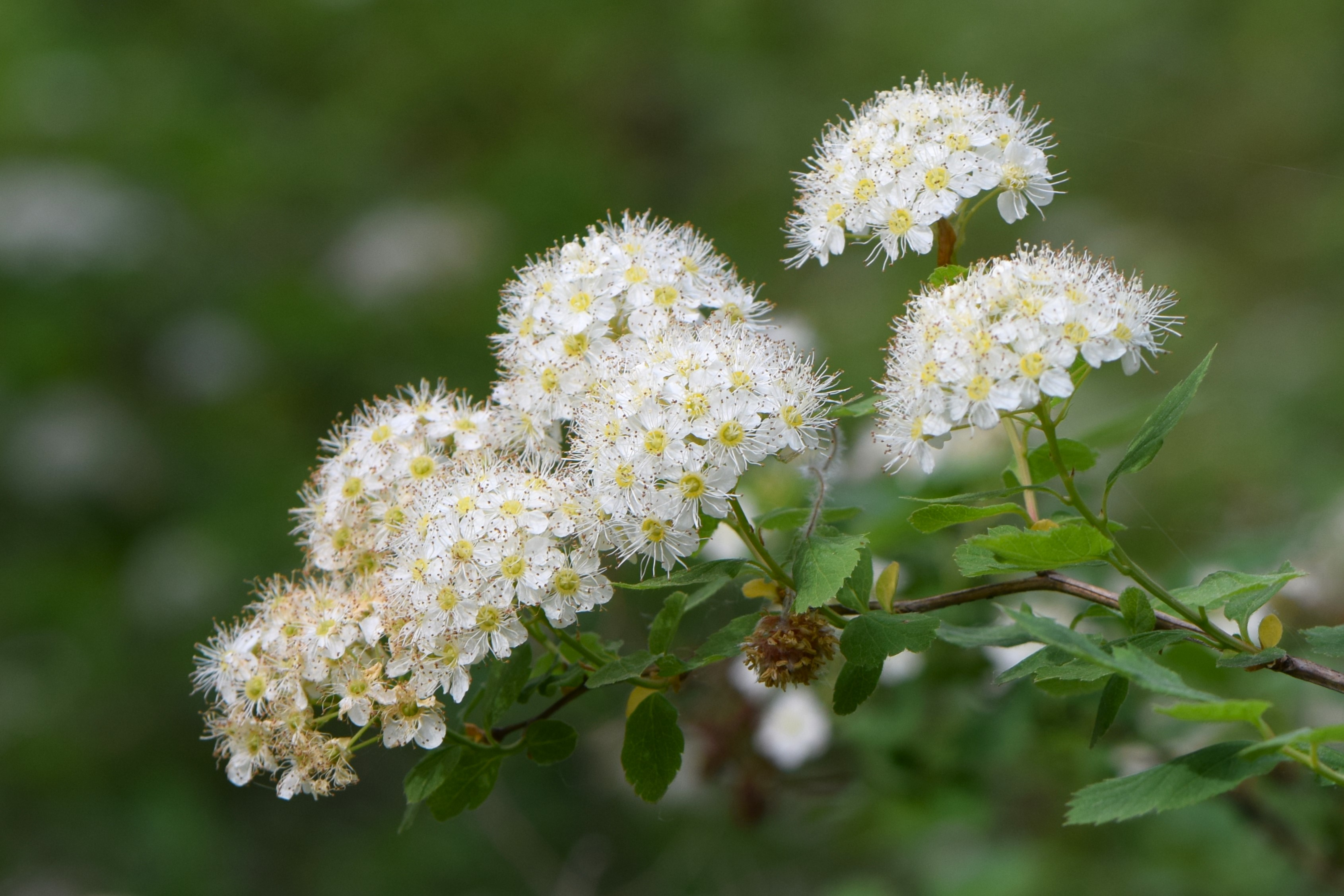
Tawuła ożankolistna

Pozycja systematyczna według Angiosperm Phylogeny Website (2001...)
Rodzaj tawuła należy do podrodziny tawułowatych Spiraeoideae, rodziny różowatych (Rosaceae), zaliczanej do obszernego rzędu różowców (Rosales) i wraz z nim do kladu różowych w obrębie okrytonasiennych.
Pozycja w systemie Reveala (1993–1999)
Gromada okrytonasienne (Magnoliophyta Cronquist), podgromada Magnoliophytina Frohne & U. Jensen ex Reveal, klasa Rosopsida Batsch, podklasa różowe (Rosidae Takht.), nadrząd Rosanae Takht., rząd różowce (Rosales Perleb), podrząd Rosineae Erchb., rodzina różowate (Rosaceae Juss.), podrodzina Spiraeoideae (Juss.) Arn., plemię Spiraeeae DC., podplemię Spiraeinae DC.) Griseb., rodzaj tawuła (Spiraea L.).
Wykaz gatunków
- Spiraea adiantoides Businský
- Spiraea affinis R.Parker
- Spiraea alba Du Roi – tawuła biała
- Spiraea alpina Pall.
- Spiraea anomala Batalin
- Spiraea ×arguta Zabel – tawuła wczesna, t. ostrolistna
- Spiraea arcuata Hook.f.
- Spiraea baldshuanica B.Fedtsch.
- Spiraea bella Sims
- Spiraea betulifolia Pall. – tawuła brzozolistna
- Spiraea ×billardii – tawuła Billarda[11], mieszaniec tawuły Douglasa S. douglasii i białej S. alba[12]
- Spiraea blumei G.Don
- Spiraea brahuica Boiss.
- Spiraea calcicola W.W.Sm.
- Spiraea cana Waldst. & Kit.
- Spiraea canescens D.Don
- Spiraea cantoniensis Lour.
- Spiraea cardotiana Businský
- Spiraea chamaedryfolia L. – tawuła ożankolistna
- Spiraea chinensis Maxim.
- Spiraea ×cinerea – tawuła szara, t. norweska[11][9], mieszaniec S. cana i tawuły dziurawcolistnej S. hypericifolia[12]
- Spiraea compsophylla Hand.-Mazz.
- Spiraea corymbosa Raf.
- Spiraea crenata L.
- Spiraea cudidaghensis Firat & N.Aksoy
- Spiraea dahurica (Rupr.) Maxim.
- Spiraea daochengensis L.T.Lu
- Spiraea dasyantha Bunge
- Spiraea decumbens W.D.J.Koch – tawuła położona
- Spiraea douglasii Hook. – tawuła Douglasa
- Spiraea elegans Pojark.
- Spiraea expansa Wall. ex K.Koch
- Spiraea faurieana C.K.Schneid.
- Spiraea fritschiana C.K.Schneid.
- Spiraea gracilis Maxim.
- Spiraea hailarensis Liou
- Spiraea hayatana H.L.Li
- Spiraea henryi Hemsl.
- Spiraea hingshanensis T.T.Yu & L.T.Lu
- Spiraea hirsuta (Hemsl.) C.K.Schneid.
- Spiraea × hitchcockii W.J.Hess
- Spiraea hypericifolia L. – tawuła dziurawcolistna
- Spiraea hypoleuca Dunn
- Spiraea insularis (Nakai) H.Shin, Y.D.Kim & S.H.Oh
- Spiraea japonica L.f. – tawuła japońska, t. Bumalda, t. drobna
- Spiraea kwangsiensis T.T.Yu
- Spiraea kweichowensis T.T.Yu & L.T.Lu
- Spiraea laeta Rehder
- Spiraea lanatissima Businský
- Spiraea lasiocarpa Kar. & Kir.
- Spiraea lichiangensis W.W.Sm.
- Spiraea lobulata T.T.Yu & L.T.Lu
- Spiraea longigemmis Maxim.
- Spiraea lucida Douglas ex Greene
- Spiraea martini H.Lév.
- Spiraea media Schmidt – tawuła średnia
- Spiraea micrantha Hook.f.
- Spiraea miyabei Koidz.
- Spiraea mollifolia Rehder
- Spiraea mongolica (Maxim.) Maxim.
- Spiraea morrisonicola Hayata
- Spiraea muliensis T.T.Yu & L.T.Lu
- Spiraea myrtilloides Rehder
- Spiraea nervosa Franch. & Sav.
- Spiraea ningshiaensis T.T.Yu & L.T.Lu
- Spiraea nipponica Maxim. – tawuła nippońska
- Spiraea nishimurae Kitag.
- Spiraea ouensanensis H.Lév.
- Spiraea ovalis Rehder
- Spiraea papillosa Rehder
- Spiraea pilosa Franch.
- Spiraea pjassetzkii Buzunova
- Spiraea prunifolia Siebold & Zucc. – tawuła śliwolistna
- Spiraea ×pseudosalicifolia Silverside – tawuła nibywierzbolistna[11][9], mieszaniec tawuły Douglasa S. douglasii i wierzbolistnej S. salicifolia[12]
- Spiraea purpurea Hand.-Mazz.
- Spiraea × pyramidata Greene
- Spiraea robusta Hand.-Mazz.
- Spiraea rosthornii E.Pritz.
- Spiraea salicifolia L. – tawuła wierzbolistna, t. bawolina
- Spiraea sargentiana Rehder
- Spiraea schlothauerae Vorosch. & Ignatov
- Spiraea schneideriana Rehder
- Spiraea schochiana Rehder
- Spiraea ×semperflorens – tawuła zawsze kwitnąca[11], mieszaniec tawuły japońskiej S. japonica i wierzbolistnej S. salicifolia[12]
- Spiraea sericeoides Businský
- Spiraea siccanea (W.W.Sm.) Rehder
- Spiraea sozykinii Stepanov & Sonnikova
- Spiraea splendens Baumann ex K.Koch
- Spiraea stevenii (C.K.Schneid.) Rydb.
- Spiraea ×subcanescens Rydb.
- Spiraea subdioica K.M.Purohit & Panigrahi
- Spiraea sublobata Hand.-Mazz.
- Spiraea subrotundifolia Panigrahi & K.M.Purohit
- Spiraea tarokoensis Hayata
- Spiraea tatakaensis I.S.Chen
- Spiraea thunbergii Siebold ex Blume – tawuła Thunberga
- Spiraea tianschanica Pojark.
- Spiraea tomentosa L. – tawuła kutnerowata
- Spiraea × transhimalaica Businský
- Spiraea trichocarpa Nakai
- Spiraea trilobata L. – tawuła trójłatkowa
- Spiraea uratensis Franch.
- Spiraea vacciniifolia D.Don
- Spiraea ×vanhouttei (Briot) Zabel – tawuła van Houtte’a[11][9], mieszaniec S. cantoniensis i tawuły trójłatkowej S. trilobata[12]
- Spiraea veitchii Hemsl.
- Spiraea velutina Franch.
- Spiraea virginiana Britton
- Spiraea wilsonii Duthie ex J.H.Veitch
- Spiraea yunnanensis Franch.

## Zastosowanie
Krzewy tawuł sadzi się jako rośliny ozdobne w parkach i ogrodach. Są ozdobne ze względu na swoje kwiaty, wybarwione liście i ładny pokrój. Są łatwe w uprawie, nie wymagają specjalnej gleby i są mrozoodporne. Powinny być przycinane po przekwitnieniu.